# Orzowei
Orzowei ist der Titel eines Romans von Alberto Manzi aus dem Jahr 1955, einer darauf beruhenden Fernsehserie von 1977 sowie deren Titellied.

## Inhalt
Ein in der südafrikanischen Steppe ausgesetztes weißes Kind wird von einem Swazi-Dorf aufgenommen. Wegen seiner Hautfarbe wird es nicht von allen Stammesmitgliedern akzeptiert und erhält den Namen Orzowei („Findelkind“). Sein Rivale ist Mesei, der Sohn des Häuptlings. Orzowei muss harte Initiationsriten überstehen und wird dennoch nicht von den Kriegern seines Stammes aufgenommen. Er flieht aus seinem Dorf und findet Zuflucht bei einem Stamm der Buschmänner. Hier nimmt sich der Weise Pao seiner an.

## Fernsehserie
Die 13-teilige Fernsehserie Orzowei – Weißer Sohn des kleinen Königs ist eine italienisch-deutsch-österreichische Koproduktion und wurde 1976 im ORF bzw. 1977 im ZDF erstausgestrahlt. Das gleichnamige Titellied von Oliver Onions wurde im Vorspann auf Englisch gesungen, die Single-Veröffentlichung war in Italienischer Sprache und 1977 ein Nummer-eins-Hit in Deutschland.
| Folge | dt. Titel                  | Premiere (ZDF) |
| ----- | -------------------------- | -------------- |
| 1     | Die große Prüfung          | 10. Jan. 1977  |
| 2     | Die Jagd beginnt           | 17. Jan. 1977  |
| 3     | Pao                        | 24. Jan. 1977  |
| 4     | Verstoßen                  | 31. Jan. 1977  |
| 5     | Maisblüte                  | 7. Feb. 1977   |
| 6     | Im Dorf der Weißen         | 14. Feb. 1977  |
| 7     | Philip                     | 21. Feb. 1977  |
| 8     | Mesei, Häuptling der Hutzi | 28. Feb. 1977  |
| 9     | Amunais Tod                | 7. März 1977   |
| 10    | Wetterleuchten             | 14. März 1977  |
| 11    | Die Flucht                 | 21. März 1977  |
| 12    | Die Falle                  | 28. März 1977  |
| 13    | Die Entscheidung           | 4. Apr. 1977   |